# 2021 EE44
2021 EE44 est un objet du disque des objets épars encore très mal connu, ayant un arc d'observation de 30 jours.

## Caractéristiques
2021 EE44 mesure environ 200 kilomètres de diamètre.